# Liste der Naturdenkmale in Lissendorf
Die Liste der Naturdenkmale in Lissendorf nennt die im Gemeindegebiet von Lissendorf ausgewiesenen Naturdenkmale (Stand 4. Juni 2024).

## Naturdenkmale
| Nr.         | Bezeichnung        | Lage                                   | Beschreibung  | Bild            |
| ----------- | ------------------ | -------------------------------------- | ------------- | --------------- |
| ND-7233-017 | Zwei Dolomitfelsen | westlich des Ortes; Flur Burgberg Lage | Felsformation | Fotos hochladen |